# Barooga

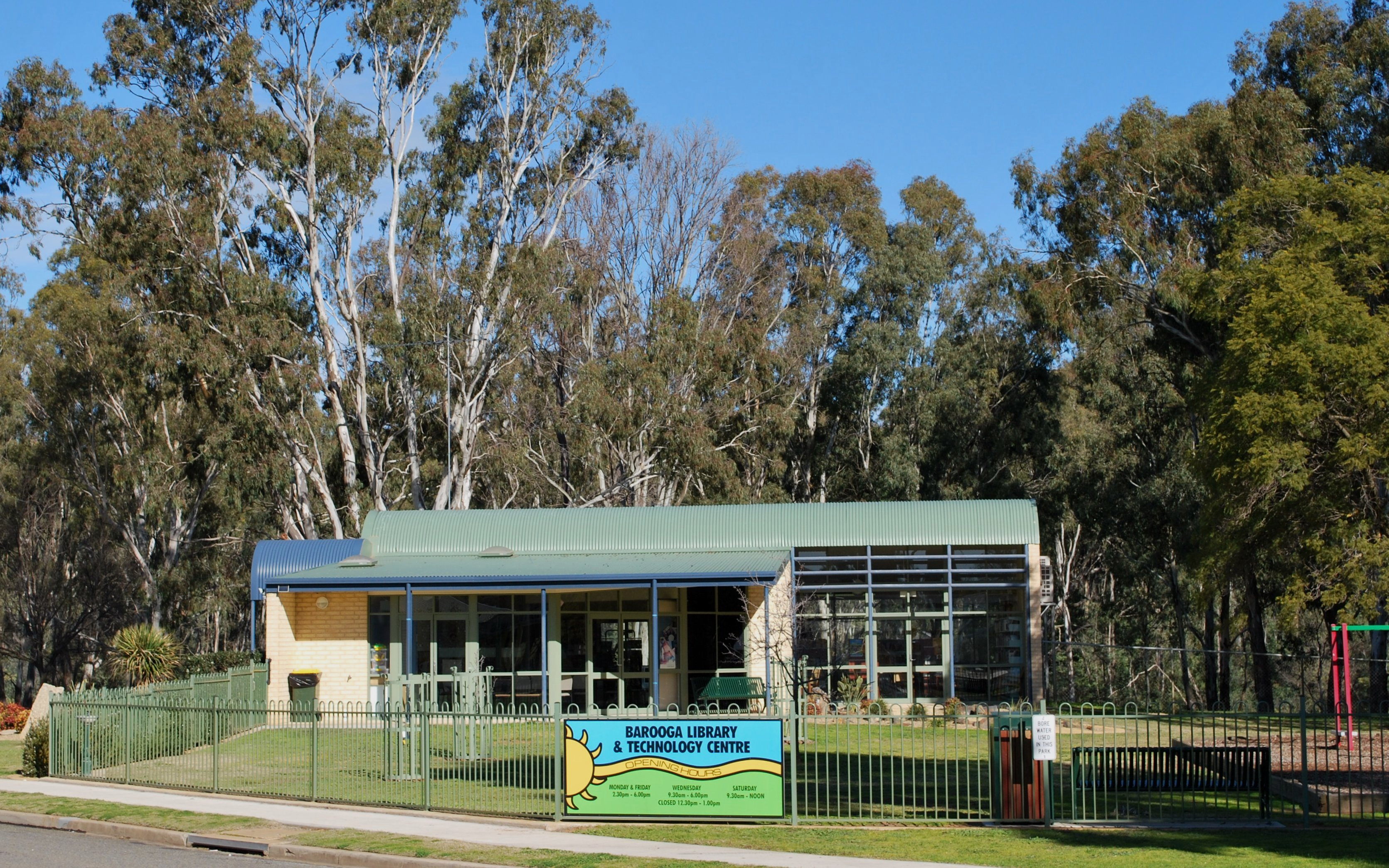
La bibliothèque de Barooga.

Barooga est une ville australienne située dans la zone d'administration locale de Berrigan, en Nouvelle-Galles du Sud.

## Géographie
Elle s'étend sur 100 km2 dans la Riverina, à l'extrémité sud de la Nouvelle-Galles du Sud, à 130 km d'Albury et à 680 km au sud-ouest de Sydney. Elle est établie en bordure du Murray en face de sa ville jumelle, Cobram située au Victoria. Barooga a d'ailleurs le code postal de Cobram avec un indicatif (3) du Victoria. Elle comprend principalement des quartiers résidentiels.

## Démographie
| 2006  | 2016  | 2021  |
| ----- | ----- | ----- |
| 1 656 | 1 817 | 1 888 |